# Krzyżówka (województwo śląskie)
Krzyżówka – osada leśna w Polsce położona w województwie śląskim, w powiecie kłobuckim, w gminie Miedźno.